# Ostkustleden

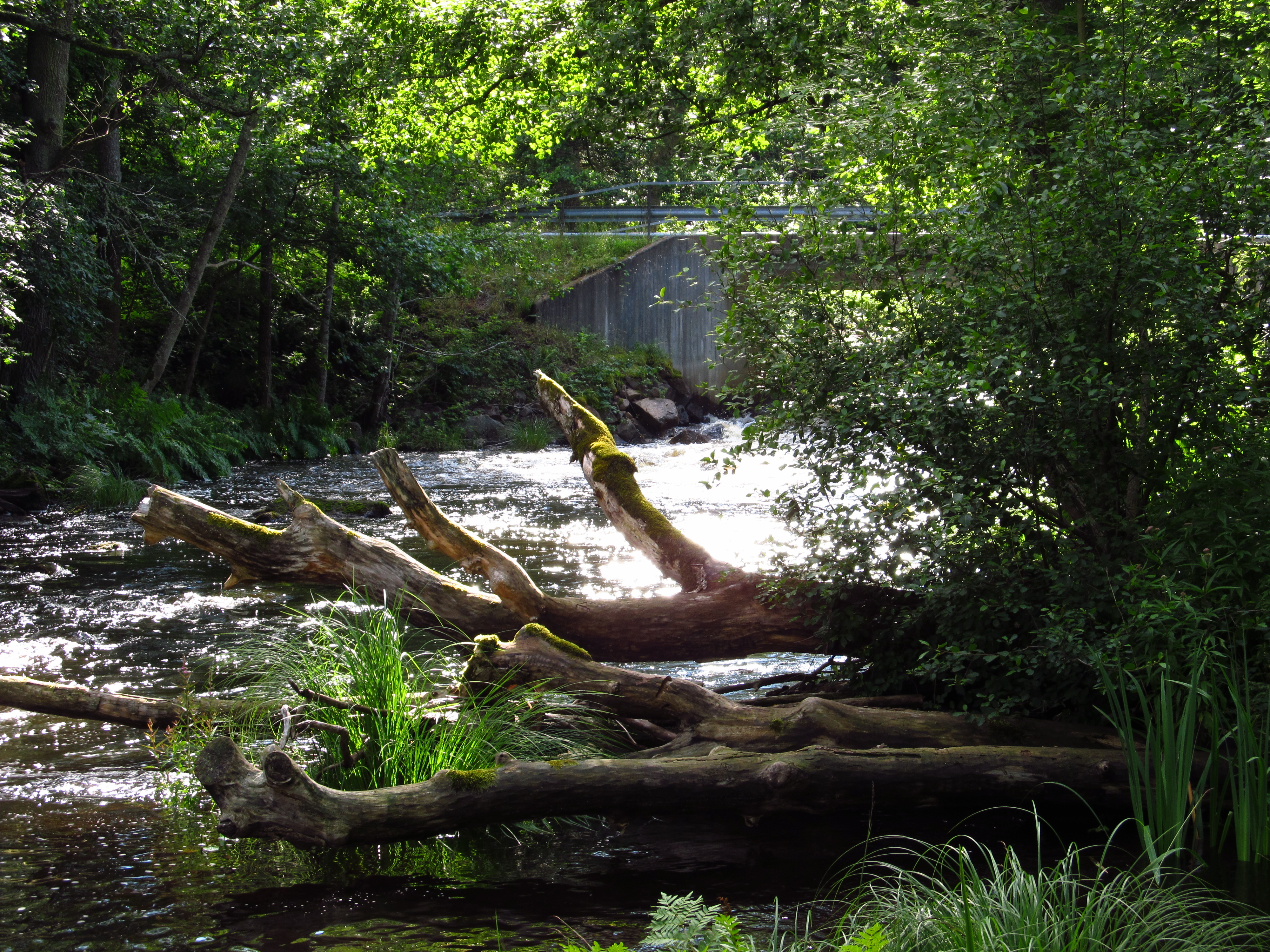
Virån passeras under etapp åtta.

Ostkustleden är en 16 mil lång vandringsled i Oskarshamns kommun vid Smålandskusten. Leden består av åtta etapper med möjlighet till övernattning i stugor. På nordligsta punkten i Mörtfors ansluter leden till Tjustleden och i väster till Lönnbergaleden.

## Historik
Döderhults naturskyddsförening började arbetet med leden år 1970. Den åttonde och sista etappen stod färdig sommaren 1977.

## Etapper
Ostkustleden utgör en sluten ringled. Någon egentlig start- eller slutpunkt finns därför inte. Leden började dock byggas vid Lilla Hycklinge strax utanför Oskarshamn. Här finns parkeringsplats, övernattningsstuga och orienteringstavla.
- Etapp 1: Lilla Hycklinge – Nynäs (17 kilometer)
- Etapp 2: Nynäs – Lönhult (21,5 kilometer)
- Etapp 3: Lönhult – Krokstorp (21 kilometer)
- Etapp 4: Krokstorp - Mörtfors (17,5 kilometer)
- Etapp 5: Mörtfors - Stjärneberg (18,5 kilometer)
- Etapp 6: Stjärneberg - Lilla Laxemar (18,5 kilometer)
- Etapp 7: Lilla Laxemar - Hällveberg (21 kilometer)
- Etapp 8: Hedvigsberg - Lilla Hycklinge (18 kilometer)